# 나카야마 다로
나카야마 다로(일본어: 中山 太郎 나카야마 타로[*], 1924년 8월 27일 ~ 2023년 3월 15일)는 일본의 정치인이다. 자유민주당 소속의 전 중의원 의원이자 전 참의원 의원으로, 총리부 총무장관, 외무대신, 중의원 헌법 조사회 회장을 지냈다. 오사카 의과 대학에서 의학 박사 학위를 받았다.
오사카부 오사카시에서 참의원 의원을 지낸 아버지 나카야마 후쿠조(中山福蔵)와 전 중의원으로서, 일본에서 여성으로선 처음으로 각료가 된 어머니 나카야마 마사(中山マサ) 전 후생장관 사이에서 태어났다. 1952년 지금의 오사카 의과 대학을 졸업하였다.
1955년 오사카 부 의회 의원에 처음으로 당선돼 정치의 길로 나아갔다. 1968년에 참의원 의원에 첫 당선되었고, 1980년에 스즈키 젠코 내각에서 총리부 총무장관 겸 오키나와 개발청 장관으로 첫 입각하였다. 참의원 의원을 3번 지낸 뒤, 1986년 중의원 의원으로 자리를 옮겨, 이후 연속으로 7번 당선되었다. 가이후 도시키 내각에서는 3번에 걸쳐 외무대신을 지냈다.
다로는 2003년 11월 제43회 중의원 선거 총선거 이후, 나카소네 야스히로, 미야자와 기이치 전 수상이 은퇴함에 따라, 현직 일본 국회의원 중에서 최연장자가 되었다. 2009년 8월 제45회 중의원 의원 총선거에서 전체 후보자 가운데 최고령으로 소선거구 선거에 단독 입후보하였으나, 민주당의 후보에게 패했고, 다로의 낙선으로 다이쇼 시대에 태어난 국회의원은 존재하지 않게 되었다.
한편, 다로는 오사카 부에 위치한 간사이 국제공항의 건설을 추진한 적이 있으며, 간사이 국제 공항 정비 촉진 의원 연맹 회장을 맡아, 근래에 간사이 국제 공항의 개발 추진에 힘을 쓰고 있었다.
2023년 3월 15일 사카이시에서 98세의 나이로 사망하였다.

## 가족 관계
다로의 외조부는 영국인이며, 남동생은 전 건설대신, 전 우정대신으로 중의원 의원을 지낸 나카야마 마사아키(中山正暉)이며, 조카는 중의원 의원 나카야마 야스히데(中山泰秀)이다.